# Anoectangium microphyllum
Anoectangium microphyllum är en bladmossart som beskrevs av Jules Cardot 1907. Anoectangium microphyllum ingår i släktet Anoectangium och familjen Pottiaceae. Inga underarter finns listade i Catalogue of Life.